# Grupo RBS

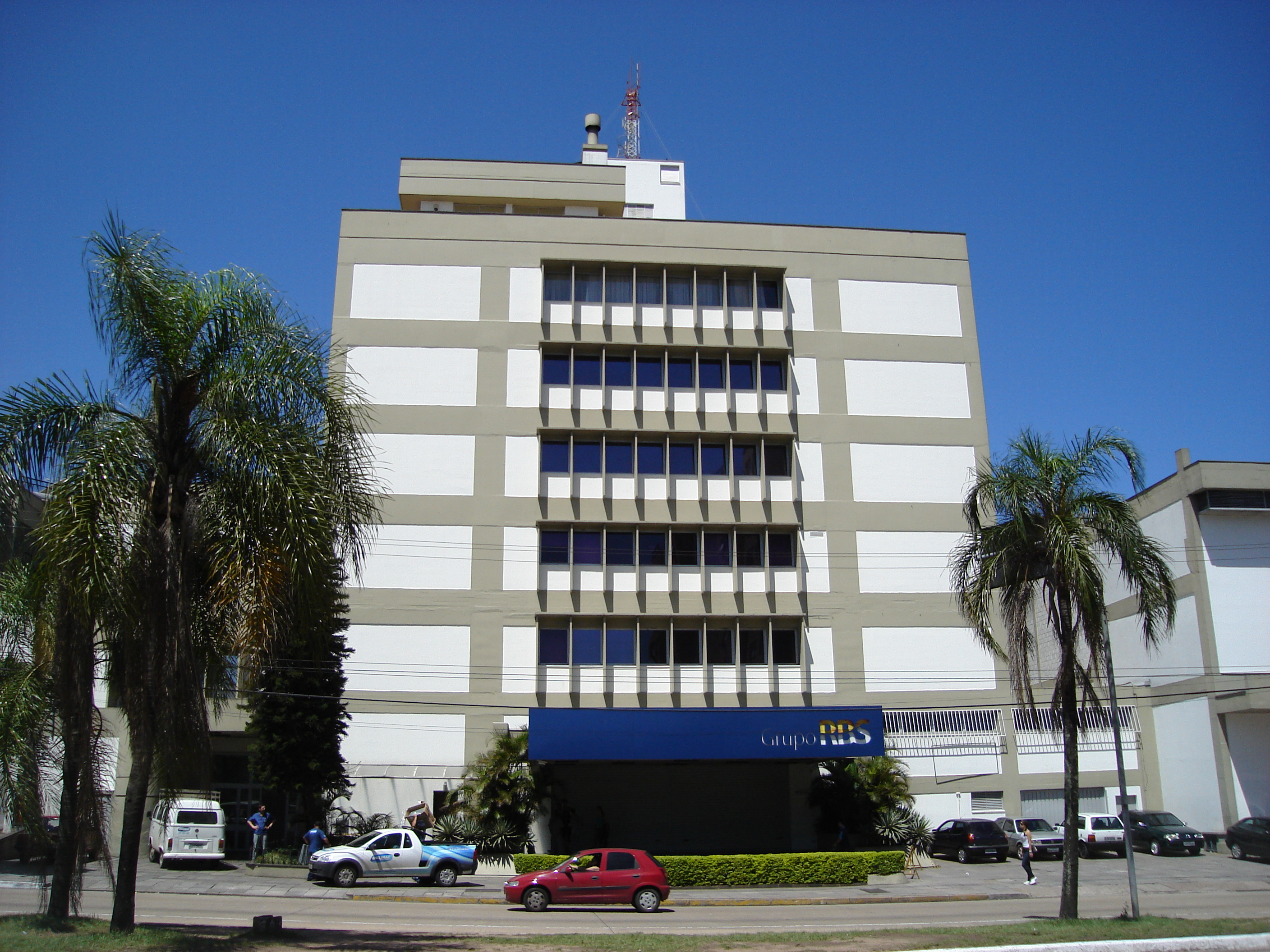
Photo des locaux de Grupo RBS à Porto Alegre par Dilermando Dias

Grupo RBS ou Rede Brasil Sul de Comunicação est un groupe brésilien de médias. Il possède plusieurs journaux, essentiellement dans les États de Rio Grande do Sul et de Santa Catarina, comme A Notícia, Diário Catarinense et Jornal de Santa Catarina.

## Poursuites contre la situation d'oligopole du Grupo RBS
En 2008, le Ministère Public Fédéral (MPF) brésilien à l'état de Santa Catarina a intenté une Action Civile Publique (procès nº. 2008.72.00.014043-5) contre l'oligopole de l'entreprise Rede Brasil Sul (RBS) au sud du Brésil. Le MPF demande à l'entreprise, parmi d'autres mesures, la réduction du nombre de stations de télévision et radio à Santa Catarina (SC) et au Rio Grande do Sul (RS), pour que l'entreprise soit en accord avec la loi brésilienne; ainsi que l'annulation de l'acquisition du journal A Notícia, de Joinville, réalisé en 2006 - et qu'a resulté dans la constitution d'un monopole virtuel de l'entreprise parmi les journaux les plus importants à l'état de Santa Catarina,,.
En 2009, le procureur de la République à Canoas (RS), Pedro Antonio Roso, a sollicité au président du Grupo RBS, Nelson Pacheco Sirotsky, parmi d'autres renseignements, le nombre de véhicules de télévision et radio détenus par l'entreprise au Rio Grande do Sul , "ainsi que ses stations de transmission et retransmission affiliées". La réquisition fait partie d'une procédure instaurée par le Ministère Public Fédéral pour "faire une enquête sur la possible occurrence de situation de monopole et des irrégularités sur des concessions de radio et télévision par la part du Grupo RBS au Rio Grande do Sul",.